# DragonStrike
DragonStrike, anche noto come Dragon Strike, è un videogioco simulatore di volo a cavallo di draghi, sviluppato dalla Westwood Associates e pubblicato nel 1990 per computer Amiga, Commodore 64 e MS-DOS dalla Strategic Simulations. Nel 1992 la Pony Canyon pubblicò versioni giapponesi per i computer NEC PC-9801 e Sharp X68000.
Si basa ufficialmente sull'ambientazione fantasy Dragonlance. L'illustrazione di copertina è la stessa di Dragons of Hope, un modulo del gioco di ruolo da tavolo di Dragonlance.
A suo tempo DragonStrike era originale e unico nel suo genere, in quanto il primo vero e proprio simulatore di volo di draghi.
Tramite la Pony Canyon, nel 1992 la FCI pubblicò anche un DragonStrike per console NES, che ha la stessa immagine di copertina, ma è un più semplice sparatutto bidimensionale.
La versione MS-DOS è stata ripubblicata come emulazione per Windows nel 2023, su Steam e GOG.com.

## Trama
La trama riprende con scarsa fedeltà gli eventi bellici trattati negli ultimi romanzi di Le cronache di Dragonlance, dal punto di vista di uno dei campioni impegnati nella difesa del Bene dall'avanzata della Regina Oscura Takhisis, in quella che è nota come Guerra delle Lance. Il gioco si svolge a Krynn e in particolare sul continente di Ansalon, che è già stato quasi tutto conquistato dalle armate dei draghi malvagi. Con l'arrivo dei draghi buoni si riapre il conflitto. I draghi malvagi sono di varie specie caratterizzate da diversi colori, mentre quelli buoni corrispondono a colori metallizzati e sono guidati dai cavalieri di Solamnia, dotati di lance speciali in grado di trafiggere i draghi.
Il protagonista è appena entrato a far parte dei cavalieri Solamnici, grazie all'appoggio di Lord Gunthar. Il suo primo volo è su Sirdar, un giovane drago di bronzo. Man mano che accumula successi in battaglia potrà cavalcare draghi d'argento e d'oro; le tre specie di draghi corrispondono a tre ordini di cavalieri di crescente prestigio.
Nel manuale cartaceo è incluso un racconto introduttivo originale dell'autore James M. Ward.

## Modalità di gioco
DragonStrike funziona proprio come un tipico simulatore di volo, ma in questo caso i velivoli sono draghi, dotati di armamenti come soffi di fuoco o di veleno e artigli. Oltre ai draghi nemici si incontrano altri elementi come navi, castelli, viverne, draconiani (uomini-drago), fino a intere cittadelle volanti.
Si affronta una serie di missioni, che vanno dal cacciare alcuni draghi nemici minori in avanscoperta ad assalti contro le forze avversarie. Un'opzione per battaglia singola permette di scegliere liberamente cavalcatura e numero e tipo di avversari.
L'azione avviene con visuale in prima persona su paesaggi vettoriali a poligoni pieni (tranne la versione Commodore 64, dove il paesaggio è piatto e molto scarno). Nell'inquadratura si vede anche la testa del drago (escluso sul Commodore 64) e la punta della lancia del cavaliere.
Attorno all'inquadratura si trovano i vari indicatori, tra cui tre barre di stato del drago: la carica del soffio, la potenza e la velocità. La potenza rappresenta le energie che consuma facendo sforzi fisici e recupera riposando; se si stanca troppo potrà solo planare finché non recupera. Ci sono poi i punti ferita separatamente del drago e del cavaliere.
La parte inferiore dello schermo contiene una sfera di cristallo che in pratica sostituisce il radar dei simulatori moderni e mostra la posizione relativa degli altri "velivoli".
Altri elementi sono l'altimetro, la bussola, una freccia indicante la direzione del nemico quando non è in vista, e un inventario di oggetti magici trasportati.
I comandi sono praticamente equivalenti a quelli di un aeroplano, così come diversi strumenti che sono solo riveduti in versione fantasy. Il giocatore regola la direzione come con una barra di comando e varia la velocità di volo. Si può disporre di pozioni guaritrici (inizialmente se ne hanno tre dosi), utilizzabili a comando sul cavaliere o sul drago. Si può rivolgere l'inquadratura nelle quattro direzioni. È possibile atterrare e decollare.
La lancia da cavaliere costituisce un armamento in corpo a corpo sempre innestato che può infilzare i nemici volanti. Il suo puntamento si può variare rispetto al centro della visuale e si può scegliere di mostrarlo come lancia o come mirino.
Il drago può sparare a distanza il suo soffio, di due tipi diversi a seconda della razza di drago che viene cavalcata. Ciascun tipo di drago nemico ha invece un solo tipo di soffio.
Per poter usare il soffio è necessario che la relativa barra della carica sia piena; dopo l'uso si svuota e lentamente si ricarica. Il soffio è l'unica arma utilizzabile contro eventuali bersagli di terra.
Tutti i draghi sono armati anche di artigli e zanne, che attaccano automaticamente e invisibilmente l'avversario se si trova sotto di sé a distanza ravvicinata. Il cavaliere allo stesso modo attacca con la spada l'avversario situato sopra. Questi attacchi si basano sulle regole della seconda edizione del gioco di ruolo da tavolo Advanced Dungeons & Dragons.
La meccanica degli scontri tra draghi può raggiungere discreti livelli di complessità, e favorisce per natura le battaglie molto ravvicinate. Gran parte del gioco sta nell’imparare a manovrare in modo da infilzare o artigliare gli avversari, magari anche mentre si sta precipitando.
Basta esaurire i punti ferita del drago o del cavaliere per terminare la partita.
Nelle zuffe può succedere anche che il cavaliere cada di sella, in tal caso se il drago è ancora vivo cercherà di riprenderlo al volo.
La campagna può comprendere un totale di 22 missioni. Prima di ogni missione si visualizza una narrazione (in inglese) e una mappa di Ansalon con l'avanzamento della guerra. Un'opzione permette di esplorare prima, in volo libero, l'area della prossima missione.
Al termine di ogni missione si possono guadagnare alcuni oggetti magici che potranno migliorare le proprie capacità e si può salvare.
A intervalli di alcune missioni c'è la possibilità di avanzare attraverso i tre ordini dei cavalieri. Il passaggio di ordine comporta affrontare una pericolosa missione di prova e sacrificare un oggetto magico. In ogni ordine, oltre ad avere una specifica razza di draghi di potenza crescente, si comandano due diversi draghi, con il più forte che entra in gioco più avanti.
Salire di ordine non è obbligatorio e il gioco può essere completato in tutti e tre. In base all'ordine cambiano le missioni assegnate di volta in volta.
La confezione originale contiene una serie di schede illustrative e riassuntive delle caratteristiche di ogni drago.

## Accoglienza
Commercialmente DragonStrike non fu né un disastro né un successo e vendette 34 296 copie.
La critica lo accolse mediamente abbastanza bene nelle versioni Amiga e MS-DOS, con media delle votazioni superiore al 70%.
Spesso veniva riconosciuta l'originalità del gioco.
La rivista Videogame & Computer World (voto 8/10) definì la versione MS-DOS un complesso gioco d'azione con un notevole spessore strategico, unico nel suo genere, dotato di animazioni molto veloci e realistiche. Dalla rivista The Games Machine ottenne perfino un voto del 97%.
La versione Amiga fu considerata da Amiga Byte il simulatore più originale dell'anno, graficamente molto buono, con giocabilità discreta. Commodore Gazette apprezzò la velocità di esecuzione notevole, anche superiore a quella della versione DOS, e la buona grafica, sebbene il paesaggio fosse lungi dall'essere realistico, mentre il sonoro era più ordinario. Concluse dicendo che era un titolo da non perdere per gli amanti del fantasy.
Alla versione Commodore 64 generalmente andò meno bene, con media delle votazioni un po' sotto la sufficienza.
Zzap! fu abbastanza soddisfatta (complessivo 73%), trovandolo insolito e giocabile, ma un po' noioso, con poca profondità delle missioni, e scadente nel sonoro.